# الشجاع (فلم 2005)
الشجاع (بالإنجليزية: Valiant) هو فيلم كوميدي مغامرات ملحمي بالكمبيوتر لعام 2005 تم إنتاجه بواسطة Vanguard Animation و Ealing Studios و Odyssey Entertainment ، وتم إصداره بواسطة Entertainment Film Distributors في المملكة المتحدة في 25 مارس 2005 ومن قبل أفلام والت ديزني في الولايات المتحدة في 19 أغسطس 2005 تدور أحداثه في مايو من عام 1944 ويروي قصة مجموعة من الحمام الزاجل خلال الحرب العالمية الثانية. الفيلم مأخوذ عن قصة جورج ويبستر ، ومستوحى من قصص حقيقية لمئات من الحمام الذي ساعد الجنود في الحرب.

## وصلات خارجية
- الشجاع على موقع IMDb (الإنجليزية)
- الشجاع على موقع ميتاكريتيك (الإنجليزية)
- الشجاع على موقع روتن توميتوز (الإنجليزية)
- الشجاع على موقع نتفليكس (الإنجليزية)
- الشجاع على موقع قاعدة بيانات الأفلام العربية
- الشجاع على موقع ألو سيني (الفرنسية)
- الشجاع على موقع Turner Classic Movies (الإنجليزية)
- الشجاع على موقع أول موفي (الإنجليزية)
- الشجاع على موقع بوكس أوفيس موجو (الإنجليزية)
- الشجاع على موقع فيلمافينيتي (الإسبانية)